# 야이르 라피드
야이르 라피드(1963년 11월 5일~ ,히브리어: יאיר לפיד)는 이스라엘의 언론인 출신 정치인으로 예쉬 아티드의 대표 및 국회 야권대표이다. 그는 2013년부터 2014년까지 재무장관을 지낸 바 있다. 2012년 정계 입문 전에는 작가, TV 진행자, 뉴스 앵커로 활동했다. 그가 창당한 중도 성향의 예쉬 아티드는 처음 도전한 2013년 총선에서 19석을 획득해 원내 2당이 되었다. 예상을 뛰어넘는 선거 결과 이후 중도주의자로서의 라피드의 입지는 더욱 더 공고해졌다.
2013년 3월 리쿠드와의 연정 협상 이후 재무장관 겸 보안내각 각료가 되었다. 2013년 그는 예루살렘 포스트의 "세계에서 가장 영향력 있는 유대인" 1위로 선정되었다. 동년 포린 폴리시는 그를 가장 영향력 있는 사상가 중 하나로 선정했으며, 타임지의 "세계에서 가장 영향력 있는 100인" 중 하나로 선정되기도 했다.
2020년 5월 17일 제35차 정부 출범 이후, 라피드는 야권 대표가 되었다. 국회 외교국방위원회 및 정보보안기관소위원회 소속이며, 2021년 5월 5일부터 새 연정 협상을 진행하고 있는 중이다.
2021년 6월 2일, 레우벤 리블린 대통령에게 나프탈리 베네트와 함께 베냐민 네타냐후 정부를 대신할 새 정부 구성에 성공했음을 전했다.
2022년 7월 1일 전임 나프탈리 베네트 총리가 퇴임하고 제19대 총리로 취임하였다.
2022년 12월 29일 리쿠드의 베냐민 네타냐후에게 총리직을 넘기고 퇴임했다.